# Import towarów
Import towarów – dostarczanie towarów z zagranicy.
W prawie Unii Europejskiej import towarów oznacza wprowadzenie towarów na terytorium Wspólnoty, tzn. przywóz towarów z państwa trzeciego (np. Chin, Indii itp.) do Unii Europejskiej.

## Import towarów w polskim prawie
Import towarów to przywóz towarów z terytorium państwa trzeciego (tj. spoza terytorium Unii Europejskiej, np. Stanów Zjednoczonych, Chin) na terytorium kraju – Rzeczypospolitej Polskiej. Przy transakcji importu towarów przedsiębiorcy otrzymują poza fakturą dokumenty celne (SAD lub PZC).

### Importer
Importerzy są obowiązani do obliczenia i wykazania w zgłoszeniu celnym kwoty podatku z uwzględnieniem obowiązujących stawek (z zastrzeżeniem, które dotyczy podatników stosujących odprawę scentralizowaną). Jeżeli organ celny stwierdzi, że w zgłoszeniu celnym kwota podatku została wykazana nieprawidłowo, naczelnik urzędu celno-skarbowego wydaje decyzję określającą podatek w prawidłowej wysokości. Jeżeli jednak importer stosuje uproszczone procedury celne, to wówczas – po spełnieniu ustawowych warunków może rozliczyć kwotę podatku należnego z tytułu importu towarów w deklaracji podatkowej.

### Procedura
Import towarów podzielony został na procedurę uproszczoną i procedurę normalną (ogólną). Przy procedurze uproszczonej, podatnik musi wykazać VAT zarówno po stronie zakupu i sprzedaży (w deklaracji VAT za okres kiedy powstał dług celny). Natomiast przy procedurze ogólnej, podatnik zobowiązany jest do wpłacenia VAT bezpośrednio do urzędu celnego lub firmy dokonującej odprawy. Naliczony VAT podatnik wykazuje w deklaracji VAT po stronie zakupów, za okres w jakim powstał ten dług.

### Podstawa opodatkowania
Podatnikami mającymi obowiązek rozliczenia VAT od importu są podmioty, na których ciąży obowiązek uiszczenia cła.
Podstawą opodatkowania VAT jest wartość celna (na podstawie dokumentu SAD) powiększona o należne cło i podatek akcyzowy (jeśli występuje) plus inne koszty (np. prowizje, transport, opakowania i koszty ubezpieczenia, które zostały już poniesione albo będą poniesione do czasu pierwszego miejsca przeznaczenia towarów na terytorium kraju) i należności celne (jeżeli organy celne mają obowiązek pobierać te należności z tytułu importu towarów). Obowiązek podatkowy w imporcie towarów powstaje z chwilą powstania długu celnego.

### Deklaracja VAT
Przy imporcie towarów, wykazywane wartości znajdują się tylko po stronie zakupu – poz. 43 i 44 lub 45 i 46 (deklaracja VAT-7). Import towarów jest również wykazywany w deklaracji VAT-UE.

### Odliczenie VAT
Gdy podatnik dokonuje rozliczenia importu towarów według zasad ogólnych (procedura normalna), prawo do odliczenia przysługuje za okres rozliczeniowy, w którym podatnik otrzymał dokument celny. Przy czym, jeżeli podatnik nie odliczy VAT w ww. terminie, to może tego dokonać w jednym z dwóch kolejnych okresów rozliczeniowych.
Podatnik ma prawo do odliczenia VAT z tytułu importu towarów zgłoszonych do odprawy celnej, wynikającego z takich dokumentów celnych jak SAD lub PZC. Prawo to przysługuje pod warunkiem, że podatnik wykorzystuje importowane towary do czynności opodatkowanych i ustawodawca nie przewidział ograniczeń w prawie do odliczenia.
Dokumentami stanowiącymi podstawę do odliczenia VAT są:
- SAD, jeżeli zgłoszenie celne składane jest w formie papierowej.
- Poświadczone Zgłoszenie Celne (PZC), gdy zgłoszenie celne dokonywane jest w formie elektronicznej. Za moment otrzymania dokumentu PZC uznaje się moment jego pobrania ze strony organu celnego.

Generalne zasady odliczania VAT w przypadku importu towarów zostały uregulowane w art. 86 ust. 1 i ust. 2 pkt 2 ustawy o VAT. Podatnik ma prawo odliczyć VAT w zakresie, w jakim towary/usługi są wykorzystywane do wykonywania czynności opodatkowanych (z wyłączeniami niemającymi znaczenia w przypadku importu dokonywanego przez Czytelnika). W imporcie towarów kwotę podatku naliczonego stanowi kwota podatku:
- wynikająca z otrzymanego dokumentu celnego,
- należnego (w przypadku uproszczonych procedur celnych),
- wynikająca z deklaracji importowej (w przypadku odprawy scentralizowanej).